# Ibrahima Touré (1995)
Ibrahima Sory Touré (Conakry, 1 januari 1995) is een in Guinee geboren Senegalees-Nederlands voetballer die doorgaans als middenvelder speelt. Hij is de oudere broer van Cheick Touré.

## Carrière
Ibrahima Touré speelde in de jeugd van FC Dordrecht waar hij ook zijn debuut in het betaalde voetbal maakte. Op 24 oktober 2014 startte hij in de basis in de met 2-0 verloren uitwedstrijd tegen ADO Den Haag. In de zomer van 2017 maakte hij de overstap naar SC Cambuur waar hij geen enkele wedstrijd in het eerste elftal speelde voordat hij een jaar later op amateurbasis ging spelen voor TOP Oss. Hierna ging hij naar SteDoCo.

## Carrièrestatistieken
| 2014/15                    | FC Dordrecht    | Nederland       | Eredivisie      | 7  | 0 | 2 | 0 | – | – | 9  | 0 |
| 2015/16                    | FC Dordrecht    | Nederland       | Eerste divisie  | 12 | 1 | 0 | 0 | – | – | 12 | 1 |
| 2016/17                    | FC Dordrecht    | Nederland       | Eerste divisie  | 20 | 2 | 0 | 0 | – | – | 20 | 2 |
| 2017/18                    | SC Cambuur      | Nederland       | Eerste divisie  | 0  | 0 | 0 | 0 | 0 | 0 | 0  | 0 |
| 2018/19                    | TOP Oss         | Nederland       | Eerste divisie  | 1  | 0 | 0 | 0 | – | – | 1  | 0 |
| Carrière totaal            | Carrière totaal | Carrière totaal | Carrière totaal | 40 | 3 | 2 | 0 | 0 | 0 | 43 | 3 |
| Bijgewerkt op 15 juli 2023 |                 |                 |                 |    |   |   |   |   |   |    |   |